# Camera dei rappresentanti del Dakota del Sud
La Camera dei rappresentanti del Dakota del Sud è la camera bassa della Legislatura del Dakota del Sud. Essa si riunisce, insieme al Senato, nel Campidoglio dello Stato del Dakota del Sud.
Essa è composta da 70 membri, rinnovati ogni due anni.